# Schlacht um Pensacola (1781)
Die Schlacht um Pensacola vom 9. März bis 8. Mai 1781 stellte den Höhepunkt der spanischen Rückeroberung Floridas von den Briten während des Amerikanischen Unabhängigkeitskrieges dar.
Bernardo de Gálvez y Madrid, Gouverneur des spanischen Louisiana und Stratege hinter dem erfolgreichen Feldzug gegen die Briten, führte eine aus Kriegsschiffen und Landstreitkräften bestehende Streitmacht, die die Schwächen in den äußeren britischen Verteidigungsstellungen Pensacolas ausnutzte und am 9. März 1781 eine durch die Infantería de Marina geführte Land- und Seebelagerung der Stadt begann. Die spanischen Kräfte umfassten 580 Offiziere und Mannschaften des Regimiento de Hibernia, eines der drei Regimenter der Irischen Brigade Spaniens. Der britische Generalmajor John Campbell klammerte sich an die Verteidigungsstellungen des Fort George, bis das spanische Artilleriefeuer um 9.30 Uhr morgens am 8. Mai 1781 das britische Pulvermagazin entzündete. Die Explosion tötete und verletzte über 100 britische Soldaten und riss eine Lücke in die Redoute. Durch diese drangen die Spanier und zwangen Campbell um 15 Uhr zur Kapitulation.